# Caccia ad aquila 1
Caccia ad aquila 1 (The Hunt for Eagle One) è un film del 2006 diretto da Brian Clyde. 
La pellicola ha avuto un seguito dal titolo Caccia ad Aquila 1 - Punto di collisione dello stesso anno. Il film è ambientato durante l'operazione Libertà Duratura nelle Filippine.

## Trama
Una task force guidata dal generale Frank Lewis viene inviata nella giungla filippina per sgominare un commando di Al Qaida nascosto tra i ribelli locali. Durante la missione, il capitano Amy Jennings viene presa in ostaggio dai terroristi: i soldati dovranno fronteggiare la resistenza di una feroce guerriglia.